# Churchill Cup 2007
La Churchill Cup 2007 fue la quinta edición de la competencia de rugby hoy extinta.
Comenzó el 18 de mayo y terminó el 2 de junio. 
Los England Saxons se consagraron campeones al vencer en la final a NZ Māori.

## Posiciones

### Grupo A
| Pos. | Equipo         | Encuentros | Encuentros | Encuentros | Encuentros | Tantos  | Tantos    | Tantos     | Puntos |
| Pos. | Equipo         | jugados    | ganados    | empatados  | perdidos   | a favor | en contra | diferencia | Puntos |
| ---- | -------------- | ---------- | ---------- | ---------- | ---------- | ------- | --------- | ---------- | ------ |
| 1    | England Saxons | 2          | 2          | 0          | 0          | 69      | 6         | + 63       | 9      |
| 2    | Escocia A      | 2          | 1          | 0          | 1          | 16      | 27        | - 11       | 4      |
| 3    | Estados Unidos | 2          | 0          | 0          | 2          | 12      | 64        | - 12       | 1      |

| 18 de mayo | England Saxons | 51 – 3 | Estados Unidos |  |  |

| 23 de mayo | Escocia A | 13 – 9 | Estados Unidos |  |  |

| 28 de mayo | England Saxons | 18 – 3 | Escocia A |  |  |

### Grupo B
| Pos. | Equipo           | Encuentros | Encuentros | Encuentros | Encuentros | Tantos  | Tantos    | Tantos     | Puntos |
| Pos. | Equipo           | jugados    | ganados    | empatados  | perdidos   | a favor | en contra | diferencia | Puntos |
| ---- | ---------------- | ---------- | ---------- | ---------- | ---------- | ------- | --------- | ---------- | ------ |
| 1    | Māori All Blacks | 2          | 2          | 0          | 0          | 109     | 45        | + 64       | 10     |
| 2    | Irlanda A        | 2          | 1          | 0          | 1          | 61      | 70        | - 9        | 6      |
| 3    | Canadá           | 2          | 0          | 0          | 2          | 43      | 98        | - 55       | 0      |

| 19 de mayo | Irlanda A | 39 – 20 | Canadá |  |  |

| 25 de mayo | Māori All Blacks | 59 – 23 | Canadá |  |  |

| 29 de mayo | Māori All Blacks | 50 – 22 | Irlanda A |  |  |

### Quinto puesto
| 2 de junio | Estados Unidos | 10 – 52 | Canadá |  |  |

### Tercer puesto
| 2 de junio | Irlanda A | 22 – 21 | Escocia A |  |  |

## Final
| 2 de junio | Māori All Blacks | 13 - 17 | England Saxons |  |  |